# 억새의 밀어
《억새의 밀어》는 1983년 12월 4일에 MBC TV에서 방영되었던 베스트셀러극장이다.

## 줄거리
20년 만에 제주도에 다시 내려오게 된 이상철(한인수)은 예전에 친하게 지냈던 베드로 신부(정승현)로부터 혜진(최민희)의 일기장을 전해받게 된다.
천재화가(최불암)와의 숙명적인 관계에 매여있던 혜진은 젊은 한때 이곳에 내려와 있던 상철과 사랑을 나누기도 했던 여인이었는데...

## 출연
- 한인수
- 최민희
- 최불암
- 정승현
- 강석란
- 강미
- 이창환
- 신명철
- 이은철
- 강수영
- 김지원